# Progress M-65
Progress M-65 (ryska: Прогресс М-65) eller som NASA kallar den, Progress 30 eller 30P, var en rysk obemannad rymdfarkost som levererade förnödenheter, syre, vatten och bränsle till rymdstationen ISS. Den sköts upp med en Sojuz-U-raket från Kosmodromen i Bajkonur den 10 september 2008 och dockade med ISS den 17 september. 
Farkosten lämnade rymdstationen den 14 november 2008 och brann upp i jordens atmosfär den 7 december 2008.

### Fotnoter
1. ↑  ”NASA Space Science Data Coordinated Archive” (på engelska). NASA. https://nssdc.gsfc.nasa.gov/nmc/spacecraft/display.action?id=2008-043A. Läst 1 mars 2020.
2. ↑  Manned Astronautics - Figures & Facts Arkiverad 19 juni 2011 hämtat från the Wayback Machine., läst 15 juli 2016.